# Псари (Козеницький повіт)
Псари (пол. Psary) — село в Польщі, у гміні Козениці Козеницького повіту Мазовецького воєводства.
Населення — 290 осіб (2011).
У 1975-1998 роках село належало до Радомського воєводства.

## Демографія
Демографічна структура станом на 31 березня 2011 року:
|          | Загалом | Допрацездатний вік | Працездатний вік | Постпрацездатний вік |
| -------- | ------- | ------------------ | ---------------- | -------------------- |
| Чоловіки | 122     | 26                 | 74               | 22                   |
| Жінки    | 168     | 35                 | 88               | 45                   |
| Разом    | 290     | 61                 | 162              | 67                   |